# Jean-Michel Henry
Jean-Michel Henry (Marsiglia, 14 dicembre 1963) è un ex schermidore francese, vincitore di una medaglia d'oro, una d'argento e due di bronzo nella scherma ai giochi olimpici.
Suo figlio Thomas è diventato un calciatore professionista.